# Das Kommando (1982)
Das Kommando (Originaltitel: Who Dares Wins) ist ein britischer Actionfilm aus dem Jahr 1982 nach dem Buch The Tiptoe Boys von James Follett.

## Handlung
Special-Air-Service-Captain Peter Skellen wird der Folterung von zwei Männern, dem Deutschen GSG 9-Mitglied Freund und dem amerikanischen Rangers-Mitglied Hagen beschuldigt und aus dem SAS entlassen. Diese vorgetäuschte Entlassung soll ihm das Eindringen in eine Gruppe von Terroristen ermöglichen, die die Friedensbewegung im Interesse einer fremden Macht instrumentalisieren. Frankie Leith führt diese Gruppe an und es gelingt Skellen zunächst, ihr Vertrauen und ihre Liebe zu gewinnen.
Andere führende Terroristen der Gruppe misstrauen Skellen und lassen ihn beschatten. Dabei erhalten sie die Bestätigung, dass er ein doppeltes Spiel mit ihnen spielt.
Zum Empfang des amerikanischen Außenministers Currie in der US-Botschaft in London gelingt es der Gruppe die dortigen Bankettteilnehmer in ihre Gewalt zu bringen. Skellen erpressen sie damit, dass die deutsche Terroristin Helga und ein von Mark Ryan gespielter Helfer seine Frau und seine kleine Tochter als Geisel halten. Sie fordern von der britischen Regierung, dass diese über einem schottischen Militärhafen eine Atombombe zünden soll, um die Schrecken des nuklearen Wettrüstens der Bevölkerung zu zeigen und damit eine einseitige Abrüstung zu erzwingen.
Dennoch ist Skellen immer noch bestrebt, die Terroristen zu bekämpfen. Ihm gelingt die Kontaktaufnahme mit dem SAS und die Botschaft wird zeitgleich mit der Befreiung seiner Familie gestürmt. Dabei werden alle Terroristen getötet.

## Kritik
- film-dienst: Ein zynischer Film, der nur durch seine menschenverachtende Haltung auffällt.

- Filmkritiker Roger Ebert schrieb in der Chicago Sun-Times über The final option (so der Titel in den US-Kinos): „Da gibt es so viele Fehler in der Beurteilung, Strategie, dem Verhalten und der einfachsten Logik in diesem Film, dass man irgendwann aufgibt und einfach nur auf das Ende wartet. Du weißt, dass du ein Problem hast, wenn das Publikum mehr von Terrorismus versteht, als die Terroristen selbst.“[1]

- Einige Kritiker warfen dem Film vor, eine rechte Gesinnung zu offenbaren; Sight and Sound beschrieb den Film als gewaltverherrlichend („hawkish“)[2]